# Jézusnak volt-e szakálla?
A Jézusnak volt-e szakálla? az Alvin és a mókusok együttes első kiadott albuma. Talán a legismertebb a magyar közönség köreiben. A lemezen található az "Alvin és a mókusok", a "Kurva élet" és a címadó dal a "Jézusnak volt-e szakálla?!". A hangzás a jó stúdiónak köszönhetően igen élvezhető. Talán mindent elárul az akkor még 17 éves zenekartagok életfelfogásáról a világgal kapcsolatban.

## Az album dalai
1. Öngyilkos hősök
2. Ami neked yo
3. Jézusnak volt-e szakálla?
4. Új formát hozol
5. Talán túl sokat vártál
6. Undorító faj
7. Renáta
8. Alvin és a mókusok
9. Eszmerendszer
10. Romantika
11. Tökéletes világ
12. Eposz
13. Kurva élet